# Енгелхард I Гьолер фон Равенсбург
Енгелхард I Гьолер фон Равенсбург (на немски: Engelhard I. Göler von Ravensburg; * 22 юни 1570; † 19 ноември 1641) е благородник от стария швабски рицарски род Гьолер фон Равенсбург от Крайхгау. Той е главен фогт на Дурлах и Пфорцхайм.
Резиденцията на фамилията е дворец Равенсбург при Зулцфелд в Баден-Вюртемберг.
Той е син на Бернхард II Гьолер фон Равенсбург (1523 – 1597) и съпругата му Мария фон Хиршхорн († 1602), дъщеря на Йохан IX фон Хиршхорн (1510 – 1569) и Анна Гьолер фон Равенсбург, наследничка на Кизелброн († 1578), внучка на Енгелхард III фон Хиршхорн (1485 – 1523), дъщеря на Бернхард I Гьолер фон Равенсбург (1480 – 1554) и Маргарета фон Фелберг († 1532). Внук е на Албрехт VI Гьолер фон Равенсбург († 1542) и Доротея фон Либенщайн († 1562).
След дълго пътуване през Франция, Италия и Испания той е от 1604 до 1614 г. главен маркграфски баденски главен фогт на Дурлах и Пфорцхайм. В Пфорцхайм маркграф Фридрих V фон Баден-Дурлах му подарява през 1625 г. къща. През 1609 г. той построява в Зулцфелд Средния дворец (Mittlere Schloss) или наричан още заради службата му Пфорцхаймер Шлос (Pforzheimer Schloss).

## Фамилия
Енгелхард Гьолер фон Равенсбург се жени на 7 ноември 1603 г. за Анна Мария фон Ментцинген (1582 – 1641), дъщеря на Бернхард фон Ментцинген (1553 – 1628) и Барбара фон Найперг († 1608). Те имат седем деца, между тях:
- Георг Бернхард
- Енгелхард II
- Фридрих II Гьолер фон Равенсбург (* 14 септември 1610; † юли 1665), женен на 8 декември 1656 г за Мария Регина Бьоклин фон Бьоклинзау (* 2 август 1636), дъщеря на Филип Лудвиг Бьоклин фон Бцоклинзау (1604 – 1654) и Ева Регина фон Зултц († 1657)